# Młody papież
Młody papież (ang. The Young Pope) – serial stworzony i wyreżyserowany przez Paola Sorrentino. W rolach głównych wystąpili Jude Law i Diane Keaton. Zdjęcia kręcono w Rzymie, Watykanie i Wenecji.
Premiera pierwszego odcinka odbyła się 21 października 2016 roku we Włoszech, na kanale Sky Atlantic.

## Obsada
- Jude Law jako Lenny Belardo / Pius XIII, nowo wybrany papież
- Diane Keaton jako siostra Mary, amerykańska zakonnica prowadząca sierociniec, która wychowała Lennego Belardo i Andrew Dussoliera
- Silvio Orlando jako kardynał Angelo Voiello
- Javier Cámara jako  kardynał Bernardo Gutierrez
- Scott Shepherd jako kardynał Andrew Dussolier, misjonarz, dobry przyjaciel Lenny’ego z sierocińca
- Cécile de France jako Sofia, watykańska specjalistka od PR
- Ludivine Sagnier jako Esther, żona członka Gwardii Szwajcarskiej
- Toni Bertorelli jako kardynał Caltanissetta
- James Cromwell jako kardynał Michael Spencer, arcybiskup senior Nowego Jorku

## Kontynuacja
20 października 2016 roku Lorenzo Mieli ogłosił, że druga seria serialu jest w trakcie produkcji. Ostatecznie 10 stycznia 2020 na antenie Sky Atlantic Italy, 12 stycznia na antenach Sky Atlantic UK, a 13 stycznia na antenach HBO i Canal+ France miała miejsce premiera kontynuatora serialu, czyli 9 odcinkowy Nowy papież.